# Superbina
Superbina – organiczny związek chemiczny z grupy alkaloidów, obecny w tkankach gloriozy wspaniałej. Jest trująca. Dawka śmiertelna dla kota domowego wynosi 0,0107 g.